# ياسين زيزي
ياسين زيزي منتج مغربي من مواليد طنجة سنة 1962. أنتج عدة برامج من بينها كوميديا 2008 ،كوميديا 2009 وكوميديا 2010 .بالإضافة إلى كوميديا شو.
قام زيزي بإنتاج برنامج كوميديا بالاشتراك مع رمزي، على مقابل أن يحصل الفائز على 10 ملايين سنتيم مغربي.